# Teucholabis melanoderma
Teucholabis melanoderma là một loài ruồi trong họ Limoniidae. Chúng phân bố ở vùng Tân nhiệt đới.